# Brachycyrtus fianarensis
Brachycyrtus fianarensis là một loài tò vò trong họ Ichneumonidae.